# Cuándo volverás
Cuándo volverás è un singolo del gruppo musicale statunitense Aventura, pubblicato nel 2000 come singolo estratto dall'album Generation Next; il brano ha raggiunto le classifiche europee solo nel 2004, dopo il grande successo ottenuto l’anno precedente con il singolo Obsesión.

## Descrizione
Il brano è una bachata, genere tipico delle canzoni degli Aventura, e il testo è in lingua spagnola, ma esiste anche una versione in inglese intitolata When will you come back.

## Classifiche
| Classifica (2004-05) | Posizione massima |
| -------------------- | ----------------- |
| Austria              | 69                |
| Germania             | 47                |
| Italia               | 6                 |
| Romania              | 37                |
| Russia               | 33                |
| Svizzera             | 52                |
| Ucraina              | 16                |